# Cayo Silio (cónsul designado)
Cayo o Gayo Silio (en latín, Gaius Silius; m. 48) fue un político romano del siglo I ejecutado por Claudio.

## Biografía
Silio fue hijo del senador y cónsul homónimo. Las fuentes clásicas lo describen como un hombre inteligente, noble y atractivo. Estuvo casado con la aristócrata Junia Silana, hija de Marco Junio Silano. Durante el año 47 solicitó que el Senado aplicara la Lex Cincia, que prohibía la aceptación de dinero o regalos a cambio de servicios legales, en un intento de derrotar a Publio Suilio Rufo, su enemigo político, quien estaba procesando a muchos clientes de Silio. El Senado estuvo de acuerdo con la propuesta, pero, antes de que se pudiese presentar una moción formal al pueblo, aquellos a los que se pretendía procesar (incluyendo a Suilio Rufo) apelaron con éxito al emperador Claudio para enmendar la ley estableciendo la cantidad máxima que podía ser cobrada. Al año siguiente, Silio fue designado cónsul (probablemente para el año 49).
Al haberse obsesionado con él la emperatriz Valeria Mesalina (eran amantes), esta le forzó a divorciarse de su mujer para casarse con ella mientras su marido, Claudio, estaba en Ostia. Puesta la conjura a la luz por el liberto Narciso, el emperador ordenó ejecutar a los dos amantes en el año 48.
Su anterior mujer, Junia Silana, de quien se divorció en 47, era amiga de Agripina y las dos se convirtieron después en rivales. Probablemente debido a las maquinaciones de Agripina, hubo de exiliarse y finalmente murió en Tarento en 59.